# Икрянинский район
Икря́нинский райо́н — административно-территориальная единица (район) и муниципальное образование (муниципальный район) на юго-западе Астраханской области России.
Административный центр — село Икряное.

## География
Икрянинский район расположен в юго-западной части Астраханской области и граничит:
- на севере — с Наримановским районом и городом Астрахань;
- на востоке и юго-востоке — с Приволжским и Камызякским районами;
- на юге и юго-востоке — омывается Каспийским морем;
- на западе — с Лиманским районом.

Протяженность с севера на юг более 100 км, с запада на восток — более 44 км. Общая площадь земель в административных границах района составляет более 1,95 км². Территория района включает пойменные земли центральной и западной части дельты реки Волга и участки придельтовых западных ильменей. Из природных ресурсов на территории района имеются месторождения кирпичных глин и строительного песка, по прогнозам — запасы высоко минерализированных вод и лечебных грязей. Более 51 % площади района или 1,00 тыс. км² покрыто водной поверхностью — это реки, озера, протоки, пруды. Основу транспортных магистралей района составляют автодороги с твердым покрытием общей протяженностью 232,3 км (в том числе автодорога федерального значения — 53,3 км) и автодороги территориального значения — 179 км.

## История
Икрянинский район установлен обязательным постановлением Астраханского губернского исполнительного комитета № 227 «О районировании Астраханской губернии» 14 июля 1925 года. Именно этот день и отмечается как День района. В июне 1928 года район вошёл в состав Астраханского округа Нижне-Волжского края. 30 июля 1930 года Астраханский округ, как и большинство остальных округов СССР, был упразднён. Его районы отошли в прямое подчинение Нижне-Волжского края. С 10 января 1934 года Икрянинский район в составе Сталинградского края, с 5 декабря 1936 года — в составе Сталинградской области. 16 июля 1937 года в составе Сталинградской области был повторно образован Астраханский округ, куда вошёл и Икрянинский район.
27 декабря 1943 года район вошёл в состав вновь образованной Астраханской области.
С 1 января 2006 года в соответствии с Законом Астраханской области № 43/2004-ОЗ от 6 августа 2004 года в составе района образовано 17 муниципальных образований: 2 городских и 15 сельских поселений.

## Население
| 1959    | 1970    | 1979    | 1989    | 2002    | 2003    | 2004    | 2005    | 2006    |
| ------- | ------- | ------- | ------- | ------- | ------- | ------- | ------- | ------- |
| 50 250  | ↗52 949 | ↘49 606 | ↘49 421 | ↘48 418 | ↘48 400 | ↗48 600 | ↘48 400 | ↘48 200 |
| 2007    | 2008    | 2009    | 2010    | 2011    | 2012    | 2013    | 2014    | 2015    |
| ↘48 000 | ↗48 500 | ↗48 917 | ↘47 759 | ↗47 775 | ↗48 126 | ↘47 945 | ↘47 873 | ↗48 084 |
| 2016    | 2017    | 2018    | 2019    | 2020    | 2021    |         |         |         |
| ↘47 678 | ↘47 633 | ↘47 312 | ↘46 973 | ↘46 443 | ↗48 489 |         |         |         |

### Урбанизация
В городских условиях (пгт Ильинка и Красные Баррикады) проживают 26,82 % населения района.

### Национальный состав
По данным Всероссийской переписи населения 2010 года:
| Национальность | Численность (чел.) | Процентное соотношение |
| -------------- | ------------------ | ---------------------- |
| Русские        | 37 208             | 77,91%                 |
| Казахи         | 5 376              | 11,26%                 |
| Татары         | 1 156              | 2,42%                  |
| Цыгане         | 806                | 1,69%                  |
| Калмыки        | 495                | 1,04%                  |
| Украинцы       | 194                | 0,42%                  |
| Азербайджанцы  | 132                | 0,28%                  |
| Армяне         | 106                | 0,22%                  |
| Другие         | 637                | 1,33%                  |
| Не указали     | 1 649              | 3,45%                  |
| Всего          | 47 759             | 100,00%                |

По итогам переписи населения 2020 года проживали следующие национальности (национальности менее 0,1 % и другое см. в сноске к строке «Другие»):
| Национальность | Численность, чел. | Доля     |
| -------------- | ----------------- | -------- |
| Русские        | 37 245            | 76,81 %  |
| Казахи         | 4621              | 9,53 %   |
| Татары         | 934               | 1,93 %   |
| Цыгане         | 778               | 1,60 %   |
| Калмыки        | 456               | 0,94 %   |
| Чеченцы        | 149               | 0,31 %   |
| Азербайджанцы  | 138               | 0,28 %   |
| Аварцы         | 134               | 0,28 %   |
| Армяне         | 102               | 0,21 %   |
| Украинцы       | 76                | 0,16 %   |
| Даргинцы       | 66                | 0,14 %   |
| Другие         | 3790              | 7,81 %   |
| Итого          | 48 489            | 100,00 % |

## Административное деление
Икрянинский район как административно-территориальная единица включает в свой состав 2 посёлка городского типа и 11 сельсоветов.
В Ахтубинский район как муниципальное образование со статусом муниципального района входят 13 муниципальных образований, в том числе 2 городских и 11 сельских поселений:
| №        | Муниципальное образование         | Административный центр            | Количество населённых пунктов | Население | Площадь, км² |
| -------- | --------------------------------- | --------------------------------- | ----------------------------- | --------- | ------------ |
| 1e-06    | Городские поселения:              |                                   |                               |           |              |
| 1        | рабочий посёлок Ильинка           | рабочий посёлок Ильинка           | 1                             | ↗6411     | 14,25        |
| 2        | рабочий посёлок Красные Баррикады | рабочий посёлок Красные Баррикады | 1                             | ↗6592     | 12,24        |
| 2.000002 | Сельские поселения:               |                                   |                               |           |              |
| 3        | Бахтемирский сельсовет            | село Бахтемир                     | 3                             | ↘3544     | 134,59       |
| 4        | Житнинский сельсовет              | село Житное                       | 3                             | ↘2608     | 157,48       |
| 5        | Икрянинский сельсовет             | село Икряное                      | 8                             | ↗12 646   | 615,17       |
| 6        | Маячнинский сельсовет             | село Маячное                      | 3                             | ↗1693     | 84,37        |
| 7        | Мумринский сельсовет              | село Мумра                        | 3                             | ↘3118     | 387,24       |
| 8        | Ново-Булгаринский сельсовет       | село Ново-Булгары                 | 1                             | ↗558      | 26,43        |
| 9        | Оранжерейнинский сельсовет        | село Оранжереи                    | 5                             | ↗6310     | 14,02        |
| 10       | Седлистинский сельсовет           | село Седлистое                    | 3                             | ↘972      | 57,09        |
| 11       | Сергиевский сельсовет             | село Сергиевка                    | 2                             | ↗745      | 91,76        |
| 12       | Село Трудфронт                    | село Трудфронт                    | 1                             | ↘2441     | 35,78        |
| 13       | Чулпанский сельсовет              | село Чулпан                       | 2                             | ↘851      | 318,56       |

Законом Астраханской области от 3 июня 2015 года № 32/2015-ОЗ Оранжерейнинский и Фёдоровский сельсоветы были объединены в Оранжерейнинский сельсовет с административным центром в селе Оранжереи.
Законом Астраханской области от 26 мая 2016 года № 23/2016-ОЗ Восточный, Икрянинский и Озерновский сельсоветы были объединены в Икрянинский сельсовет с административным центром в селе Икряное.
Законом Астраханской области от 10 апреля 2018 года N 31/2018-ОЗ Зюзинский и Мумринский сельсоветы были объединены в Мумринский сельсовет с административным центром в селе Мумра.

## Населённые пункты
В Икрянинском районе 37 населённых пунктов.
| №  | Населённый пункт  | Тип             | Население | Муниципальное образование         |
| -- | ----------------- | --------------- | --------- | --------------------------------- |
| 1  | Алгаза            | село            | ↗507      | Бахтемирский сельсовет            |
| 2  | Анатолия Зверева  | посёлок         | ↗532      | Бахтемирский сельсовет            |
| 3  | Бахтемир          | село            | ↗2615     | Бахтемирский сельсовет            |
| 4  | Бекетовка         | село            | ↘393      | Маячнинский сельсовет             |
| 5  | Боркино           | село            | ↗214      | Икрянинский сельсовет             |
| 6  | Вахромеево        | село            | ↘150      | Седлистинский сельсовет           |
| 7  | Восточное         | село            | ↘767      | Икрянинский сельсовет             |
| 8  | Гавриловский      | посёлок         | ↘40       | Чулпанский сельсовет              |
| 9  | Гусиное           | село            | ↗46       | Икрянинский сельсовет             |
| 10 | Джамба            | село            | ↗119      | Икрянинский сельсовет             |
| 11 | Житное            | село            | ↗1902     | Житнинский сельсовет              |
| 12 | Зюзино            | село            | ↗540      | Мумринский сельсовет              |
| 13 | Икряное           | село            | ↗10 452   | Икрянинский сельсовет             |
| 14 | Ильинка           | рабочий посёлок | ↗6411     | рабочий посёлок Ильинка           |
| 15 | Карабулак         | посёлок         | ↘275      | Икрянинский сельсовет             |
| 16 | Краса             | село            | ↘105      | Житнинский сельсовет              |
| 17 | Красные Баррикады | рабочий посёлок | ↗6592     | рабочий посёлок Красные Баррикады |
| 18 | Маячное           | село            | ↗845      | Маячнинский сельсовет             |
| 19 | Мумра             | село            | ↘2372     | Мумринский сельсовет              |
| 20 | Ниновка           | село            | ↘668      | Оранжерейнинский сельсовет        |
| 21 | Ново-Булгары      | село            | ↗558      | Ново-Булгаринский сельсовет       |
| 22 | Озёрное           | село            | ↗653      | Икрянинский сельсовет             |
| 23 | Оранжереи         | село            | ↘4352     | Оранжерейнинский сельсовет        |
| 24 | Петровский        | посёлок         | →16       | Седлистинский сельсовет           |
| 25 | Светлое           | село            | ↘254      | Оранжерейнинский сельсовет        |
| 26 | Седлистое         | село            | ↘956      | Седлистинский сельсовет           |
| 27 | Сергиевка         | село            | ↘372      | Сергиевский сельсовет             |
| 28 | Сергино           | село            | ↘167      | Икрянинский сельсовет             |
| 29 | Старо-Волжский    | посёлок         | ↗968      | Житнинский сельсовет              |
| 30 | Товарный          | посёлок         | ↘639      | Мумринский сельсовет              |
| 31 | Троицкий          | посёлок         | ↘365      | Сергиевский сельсовет             |
| 32 | Трудфронт         | село            | ↘2441     | Село Трудфронт                    |
| 33 | Фёдоровка         | село            | ↘682      | Оранжерейнинский сельсовет        |
| 34 | Хмелевой          | посёлок         | ↘371      | Оранжерейнинский сельсовет        |
| 35 | Чулпан            | село            | ↘1032     | Чулпанский сельсовет              |
| 36 | Ямное             | село            | ↘461      | Маячнинский сельсовет             |

### Упразднённые населённые пункты
В 1999 г. упразднён посёлок Коклюй.
26 июля 2013 года упразднён посёлок Долгий, входивший в Маячнинский сельсовет.
В 2017 году упразднён опустевший (Население ↘0 (2010)) посёлок Бакланий (Закон Астраханской области от 21 ноября 2017 года)

## Экономика
В январе-декабре 2008 года объём отгруженных товаров собственного производства, выполненных работ и услуг предприятиями и организациями Икрянинского района составил 1485,5 млн руб. 94,3 % общего объёма приходится на обрабатывающие производства (1401,4 млн руб. Объёмы отгруженных товаров и услуг этой отрасли на 74 % формируются за счёт производства транспортных средств (к которым относится судостроение). Отгруженная продукция судостроения и судоремонта увеличилась по сравнению с 2007 годом в 4,7 раз и составила 1107 млн руб. Данная отрасль производства представлена двумя предприятиями: ОАО "ССЗ «Красные Баррикады» и ЗАО "ПК «ЭКО+».

## Известные уроженцы
Герои Советского Союза:
- Алексеев Б. А. — родился 16 января 1909 в селе Вахромеево ныне Икрянинского района Астраханской области;
- Зверев А. М. — родился 24 апреля 1925 в селе Бахтемир Икрянинского района Астраханской области;
- Ажимов Т. Х. — родился в 1921 году в селе Мумра Икрянинского района Астраханской области.

Герои социалистического труда
- Сафронов, Петр Алексеевич[29]

Спортсмены:
- Василий Кудинов — п. Ильинка, 1969 г. р., гандбол, чемпион Олимпийских Игр 1992 г. (Сеул), 2000 г. (Сидней)
- Владимир Андреев — п. Ильинка, 1945 г. р., баскетбол, чемпион мира 1967 года и бронзовый призёр Олимпиады в Мехико-68